# Celadhesie
Celadhesie is de binding van een cel met behulp van celadhesie-moleculen als selectinen, cadherinen en integrinen en leden van de immunoglobuline-superfamilie aan een oppervlak, extracellulaire matrix of andere cel. 
Celadhesie wordt gekenmerkt door een 
- apico-basale polariteit met binding door een basaal membraan,
- zonula occludens,
- gap junctions,
- zonula adhaerens en
- expressie van celadhesiemerkers zoals E-cadherine

## Proces
Eerst vindt hydrolyse van de celadhesiemoleculen door middel van extracellulaire enzymen plaats.

### Eukaryoten
Eukaryotische protozoa scheiden allerlei adhesiemoleculen af. Een voorbeeld van een ziekmakend protozoön is de malariaparasiet (Plasmodium falciparum), die zich met behulp van het adhesiemolecuul circumsporozoïet aan levercellen bindt en met behulp van een ander adhesiemolecuul, het merozoïet-oppervlakte-eiwit, aan de rode bloedcellen. Defecten in de celadhesie zijn meestal het gevolg van een verstoorde afscheiding van adhesiemoleculen. 

### Prokaryoten
De adhesiemoleculen van prokaryoten zijn adhesinen. Adhesinen kunnen voorkomen op de pilus, het zweepstaartje of het celoppervlak. Adhesie van bacteriën zorgt onder meer voor tropie bij planten.

### Virussen
Ook virussen beschikken over adhesiemoleculen om zich aan gastcellen te binden. Zo heeft het influenzavirus een oppervlak dat is bedekt met hemagglutinine. Hierdoor kan dit virus sialisch zuur aan het oppervlak van andere moleculen herkennen. Hiv heeft het adhesiemolecuul gp120 dat een verbinding met het door lymfocyten afgescheiden eiwit CD4 aangaat.